# جون ألبرت ماثيوز
جون ألبرت ماثيوز (بالإنجليزية: John Albert Mathews)‏ هو مجدف أمريكي، ولد في 30 سبتمبر 1951 في ويتشيتا في الولايات المتحدة.

## وصلات خارجية
- جون ألبرت ماثيوز على موقع الاتحاد الدولي للتجديف (الإنجليزية)
- جون ألبرت ماثيوز على موقع أوليمبيديا (الإنجليزية)